# Campeonato Uruguayo de Primera División 2009-10
El Campeonato Uruguayo 2009-10 fue el 106° torneo de primera división del fútbol uruguayo organizado por la AUF, correspondiente al año 2010. Esta edición lleva el nombre de "Ingeniero Héctor Del Campo", en homenaje al expresidente del Danubio Fútbol Club. El Club Atlético Peñarol se consagró campeón tras vencer al Club Nacional de Football en las finales.

## Equipos

### Ascensos y descensos
| Club                 | Ascendido como                            |
| -------------------- | ----------------------------------------- |
| Fénix                | Campeón Segunda División 2008-09          |
| Cerrito              | Subcampeón Segunda División 2008-09       |
| Atenas de San Carlos | Ganador playoffs Segunda División 2008-09 |

| Club                    | Descendido como                 |
| ----------------------- | ------------------------------- |
| Juventud de Las Piedras | 14° Tabla del descenso 2008-09  |
| Bella Vista             | 15° Tabla del descenso 2008-09  |
| Villa Española          | Inhabilitado por deudas 2008-09 |

### Participantes
| Club                             | Ciudad     | Entrenador actual    | Estadio                   | 2008-09 |
| -------------------------------- | ---------- | -------------------- | ------------------------- | ------- |
| Club Atlético Atenas             | San Carlos | Pablo Fuentes        | Estadio Ateniense         | SD (3º) |
| Central Español Fútbol Club      | Montevideo | Daniel Sánchez       | Parque Palermo            | 10º     |
| Club Sportivo Cerrito            | Montevideo | Marcelo Saralegui    | Parque Maracaná           | SD (2º) |
| Club Atlético Cerro              | Montevideo | Pablo Repetto        | Estadio Luis Tróccoli     | 3º      |
| Cerro Largo Fútbol Club          | Melo       | Santiago Ostolaza    | Estadio Arquitecto Ubilla | 12º     |
| Danubio Fútbol Club              | Montevideo | Sergio Markarián     | Jardines del Hipódromo    | 8º      |
| Defensor Sporting Club           | Montevideo | Hebert Silva Cantera | Estadio Luis Franzini     | 2º      |
| Centro Atlético Fénix            | Montevideo | Rosario Martínez     | Parque Capurro            | SD (1º) |
| Liverpool Fútbol Club            | Montevideo | Eduardo Favaro       | Estadio Belvedere         | 4º      |
| Club Nacional de Football        | Montevideo | Eduardo Acevedo      | Gran Parque Central       | 1º      |
| Club Atlético Peñarol            | Montevideo | Diego Aguirre        | Damiani / Centenario      | 7º      |
| Racing Club de Montevideo        | Montevideo | Juan Verzeri         | Parque Roberto            | 5º      |
| Rampla Juniors Fútbol Club       | Montevideo | Eduardo Del Capellán | Estadio Olímpico          | 14º     |
| Club Atlético River Plate        | Montevideo | Juan Ramón Carrasco  | Parque Saroldi            | 6º      |
| Tacuarembó Fútbol Club           | Tacuarembó | Guillermo Almada     | Estadio Raúl Goyenola     | 11º     |
| Montevideo Wanderers Fútbol Club | Montevideo | Daniel Carreño       | Parque Viera              | 9º      |

### Cambio de entrenadores
| Fecha            | Equipo               | Saliente                 | Entrante                          |
| ---------------- | -------------------- | ------------------------ | --------------------------------- |
| 3.a Apertura     | Peñarol              | Julio Ribas              | Víctor Púa (interinato)           |
| 4.a Apertura     | Atenas               | Jorge González           | Julio Antúnez                     |
| 6.a Apertura     | Fénix                | Luis López               | Julio Ribas                       |
| 9.a Apertura     | Central Español      | Obdulio Trasante         | Ruben Silva (interinato)          |
| Fin del Apertura | Cerro                | Guillermo Sanguinetti    | Pablo Repetto                     |
| Fin del Apertura | Central Español      | Ruben Silva (interinato) | Mario Saralegui                   |
| Fin del Apertura | Montevideo Wanderers | Salvador Capitano        | José Alberto Rossi                |
| Fin del Apertura | Peñarol              | Víctor Púa (interinato)  | Diego Aguirre                     |
| Fin del Apertura | Atenas               | Julio Antúnez            | Pablo Fuentes                     |
| Fin del Apertura | Fénix                | Julio Ribas              | Rosario Martínez (interinato)     |
| 2.a Clausura     | Defensor Sporting    | Gustavo Ferrín           | Hébert Silva Cantera (interinato) |
| 3.a Clausura     | Cerrito              | Julio César Balerio      | Marcelo Saralegui                 |
| 6.a Clausura     | Central Español      | Mario Saralegui          | Daniel Sánchez (interinato)       |
| 6.a Clausura     | Danubio              | Jorge Giordano           | Sergio Markarián                  |
| 8.a Clausura     | Montevideo Wanderers | José Alberto Rossi       | Daniel Carreño                    |
| 9.a Clausura     | Cerro Largo          | Danielo Núñez            | Santiago Ostolaza                 |

## Sistema de disputa
Los 16 equipos participantes disputarán dos torneos, Apertura y Clausura, a fines de 2009 y principios de 2010 respectivamente. Ambos torneos serán en la modalidad de todos contra todos. También se confeccionará una Tabla Anual que se calculará como la suma de las tablas de ambos torneos.

### Campeón uruguayo
Para determinar el equipo que se consagrará campeón de la temporada, se jugarán una semifinal y dos posteriores finales, todas en caso de ser necesario. Primero se disputará un partido entre los campeones de los torneos cortos. El ganador de este partido se enfrentará al ganador de la Tabla Anual en una serie final de dos partidos. El ganador de la serie se determinará en primera instancia por puntos, luego por diferencia de goles; y en caso de permanecer empatados se procederá a disputar un alargue y penales en caso de mantenerse la paridad.
Vale aclarar ciertas excepciones a estos procedimientos de disputa. En caso de que el mismo equipo obtenga los torneos Apertura y Clausura, y por consiguiente la Tabla Anual, se convertirá en el campeón uruguayo. También podría suceder que el ganador de la semifinal fuese el mismo equipo que el ganador de la Tabla Anual, por lo que también así se consagraría automáticamente campeón.

### Clasificación a torneos continentales
Por esta temporada, se suprime la disputa de la Liguilla Pre-Libertadores. La clasificación a las copas se definirá de la siguiente manera:
| Uruguay 1 | Campeón uruguayo         |
| Uruguay 2 | Vicecampeón uruguayo     |
| Uruguay 3 | Mejor puesto Tabla Anual |

| Uruguay 1 | Campeón uruguayo            |
| Uruguay 2 | 4° mejor puesto Tabla Anual |
| Uruguay 3 | 5° mejor puesto Tabla Anual |

En lo que se refiere a la copa sudamericana el art 3 del reglamento en su último párrafo advierte que: " Si existiese un campeón de Torneo Apertura o Clausura, que no hubiese clasificado a la Copa Libertadores, automáticamente pasará a ocupar el No. 2 de la siguiente Copa Sudamericana."
Nota: Al referirse a los equipos mejor posicionados en la Tabla Anual se excluyen al campeón y al vicecampeón de la temporada, ya clasificados a la Copa Libertadores.

## Torneo Apertura
El Apertura constó de una ronda de todos contra todos que se disputó desde el 22 de agosto hasta el 13 de diciembre. El ganador del mismo fue el Club Nacional de Football, que se clasificó para disputar la semifinal por el campeonato uruguayo contra el equipo que resulte ganador del Torneo Clausura.

### Posiciones
| Puesto | Equipo               | Pts | PJ | PG | PE | PP | GF | GC | Dif |
| ------ | -------------------- | --- | -- | -- | -- | -- | -- | -- | --- |
| 1°     | Nacional             | 36  | 15 | 13 | 0  | 2  | 36 | 11 | 25  |
| 2°     | Liverpool            | 29  | 15 | 8  | 5  | 2  | 31 | 14 | 17  |
| 3°     | Defensor Sporting    | 29  | 15 | 8  | 5  | 2  | 28 | 16 | 12  |
| 4°     | Montevideo Wanderers | 26  | 15 | 7  | 5  | 3  | 24 | 13 | 11  |
| 5°     | Peñarol              | 26  | 15 | 7  | 5  | 3  | 28 | 19 | 9   |
| 6°     | Rampla Juniors       | 24  | 15 | 7  | 3  | 5  | 18 | 19 | -1  |
| 7°     | Danubio              | 23  | 15 | 7  | 2  | 6  | 26 | 25 | 1   |
| 8°     | River Plate          | 23  | 15 | 6  | 5  | 4  | 24 | 23 | 1   |
| 9°     | Racing               | 20  | 15 | 5  | 5  | 5  | 25 | 22 | 3   |
| 10°    | Cerrito              | 18  | 15 | 4  | 6  | 5  | 20 | 21 | -1  |
| 11°    | Cerro Largo          | 16  | 15 | 4  | 4  | 7  | 15 | 18 | -3  |
| 12°    | Tacuarembó           | 16  | 15 | 5  | 1  | 9  | 17 | 24 | -7  |
| 13°    | Central Español      | 12  | 15 | 2  | 6  | 7  | 13 | 28 | -15 |
| 14°    | Cerro                | 11  | 15 | 2  | 5  | 8  | 18 | 31 | -13 |
| 15°    | Atenas               | 11  | 15 | 3  | 2  | 10 | 9  | 32 | -23 |
| 16°    | Fénix                | 6   | 15 | 1  | 3  | 11 | 10 | 26 | -16 |

|  | Ganador del Torneo Apertura, avanza a la Semifinal por el Campeonato. |

### Goleadores
| Jugador         | Equipo      | Goles |
| --------------- | ----------- | ----- |
| Maureen Franco  | Cerrito     | 13    |
| Emiliano Alfaro | Liverpool   | 12    |
| Diego Ifrán     | Danubio     | 10    |
| Fabricio Núñez  | Cerro Largo | 8     |
| Antonio Pacheco | Peñarol     | 8     |

## Torneo Clausura
Al igual que el Torneo Apertura, el Clausura constó de una ronda de todos contra todos, y se disputó durante el primer semestre del 2010. El campeón del mismo fue el Club Atlético Peñarol, que se clasficó para disputar la semifinal del campeonato uruguayo contra el ganador del Apertura.

### Posiciones
| Puesto | Equipo               | Pts | PJ | PG | PE | PP | GF | GC | Dif |
| ------ | -------------------- | --- | -- | -- | -- | -- | -- | -- | --- |
| 1°     | Peñarol              | 43  | 15 | 14 | 1  | 0  | 40 | 15 | +25 |
| 2°     | Cerro                | 29  | 15 | 9  | 2  | 4  | 28 | 18 | +10 |
| 3°     | Fénix                | 29  | 15 | 8  | 5  | 2  | 21 | 11 | +10 |
| 4°     | Nacional             | 27  | 15 | 8  | 3  | 4  | 27 | 15 | +12 |
| 5°     | River Plate          | 23  | 15 | 6  | 5  | 4  | 31 | 19 | +12 |
| 6°     | Central Español      | 22  | 15 | 6  | 4  | 5  | 24 | 20 | +4  |
| 7°     | Liverpool            | 22  | 15 | 6  | 4  | 5  | 22 | 21 | +1  |
| 8°     | Rampla Juniors       | 22  | 15 | 6  | 4  | 5  | 18 | 18 | 0   |
| 9°     | Racing               | 19  | 15 | 6  | 1  | 8  | 18 | 29 | -11 |
| 10°    | Tacuarembó           | 18  | 15 | 5  | 3  | 7  | 22 | 28 | -6  |
| 11°    | Defensor Sporting    | 17  | 15 | 5  | 2  | 8  | 21 | 28 | -7  |
| 12°    | Danubio              | 16  | 15 | 5  | 1  | 9  | 21 | 25 | -4  |
| 13°    | Montevideo Wanderers | 15  | 15 | 4  | 3  | 8  | 25 | 26 | -1  |
| 14°    | Cerrito              | 14  | 15 | 4  | 2  | 9  | 17 | 27 | -10 |
| 15°    | Cerro Largo          | 12  | 15 | 3  | 3  | 9  | 13 | 34 | -21 |
| 16°    | Atenas               | 10  | 15 | 3  | 1  | 11 | 16 | 30 | -14 |

|  | Ganador del Torneo Clausura, avanza a la Semifinal por el Campeonato. |

### Goleadores
| Jugador         | Equipo            | Goles |
| --------------- | ----------------- | ----- |
| Antonio Pacheco | Peñarol           | 14    |
| Sergio Blanco   | Nacional          | 9     |
| Rodrigo Mora    | Cerro             | 9     |
| Luis Machado    | Tacuarembó        | 8     |
| Fabricio Núñez  | Cerro Largo       | 8     |
| Ignacio Risso   | Defensor Sporting | 8     |

## Tabla Anual
Esta tabla se calcula sumando los puntos obtenidos en los torneos Apertura y Clausura. Habiendo terminado en la primera ubicación, el Club Atlético Peñarol se clasificó a la final por el campeonato.
| Puesto | Equipo               | Pts | PJ | PG | PE | PP | GF | GC | Dif |
| ------ | -------------------- | --- | -- | -- | -- | -- | -- | -- | --- |
| 1°     | Peñarol              | 69  | 30 | 21 | 6  | 3  | 68 | 34 | +34 |
| 2°     | Nacional             | 63  | 30 | 21 | 3  | 6  | 63 | 26 | +37 |
| 3°     | Liverpool            | 51  | 30 | 14 | 9  | 7  | 53 | 35 | +18 |
| 4°     | River Plate          | 46  | 30 | 12 | 10 | 8  | 55 | 42 | +13 |
| 5°     | Defensor Sporting    | 46  | 30 | 13 | 7  | 10 | 49 | 44 | +5  |
| 6°     | Rampla Juniors       | 46  | 30 | 13 | 7  | 10 | 36 | 37 | -1  |
| 7°     | Montevideo Wanderers | 41  | 30 | 11 | 8  | 11 | 49 | 39 | +10 |
| 8°     | Cerro                | 40  | 30 | 11 | 7  | 12 | 46 | 49 | -3  |
| 9°     | Danubio              | 39  | 30 | 12 | 3  | 15 | 47 | 50 | -3  |
| 10°    | Racing               | 39  | 30 | 11 | 6  | 13 | 43 | 51 | -8  |
| 11°    | Fénix                | 35  | 30 | 9  | 8  | 13 | 31 | 37 | -6  |
| 12°    | Central Español      | 34  | 30 | 8  | 10 | 12 | 37 | 48 | -11 |
| 13°    | Tacuarembó           | 34  | 30 | 10 | 4  | 16 | 39 | 52 | -13 |
| 14°    | Cerrito              | 32  | 30 | 8  | 8  | 14 | 37 | 48 | -11 |
| 15°    | Cerro Largo          | 28  | 30 | 7  | 7  | 16 | 28 | 52 | -24 |
| 16°    | Atenas               | 21  | 30 | 6  | 3  | 21 | 25 | 62 | -37 |

|  | Ganador de la Tabla Anual, avanza a la Final por el Campeonato. |

### Cuadro de resultados
En verde triunfos del equipo local, rojo del equipo visitante y en azul los empates.
| Local\Visitante   | Ate | CEs | CSC | Cer | CeL | Dan | Def | Fén | Liv | Nac | Peñ | Rac | Ram | Riv | Tac | Wan |
| ----------------- | --- | --- | --- | --- | --- | --- | --- | --- | --- | --- | --- | --- | --- | --- | --- | --- |
| Atenas            |     | 0-1 | 0-0 | 0-1 | 2-0 | 0-2 | 3-1 | 1-1 | 1-2 | 0-6 | 0-5 | 0-5 | 1-2 | 0-2 | 2-0 | 0-2 |
| Central Español   | 1-0 |     | 2-2 | 1-2 | 1-2 | 2-0 | 0-4 | 1-0 | 0-0 | 0-2 | 0-2 | 1-1 | 0-3 | 2-2 | 4-1 | 1-1 |
| Cerrito           | 2-0 | 1-3 |     | 1-4 | 1-1 | 2-2 | 2-0 | 1-2 | 1-4 | 2-5 | 2-2 | 3-0 | 1-1 | 1-1 | 2-0 | 1-2 |
| Cerro             | 3-2 | 1-2 | 0-2 |     | 1-1 | 1-0 | 1-4 | 3-2 | 5-1 | 3-1 | 1-2 | 1-0 | 1-1 | 2-3 | 1-1 | 1-2 |
| Cerro Largo       | 0-2 | 1-0 | 0-1 | 0-1 |     | 2-3 | 1-3 | 1-0 | 1-0 | 0-1 | 1-2 | 1-3 | 1-1 | 2-2 | 1-2 | 0-0 |
| Danubio           | 0-1 | 2-0 | 1-0 | 4-2 | 2-0 |     | 3-0 | 1-2 | 2-2 | 0-2 | 1-2 | 2-3 | 1-2 | 2-2 | 4-5 | 2-3 |
| Defensor Sporting | 5-1 | 3-4 | 1-0 | 1-0 | 0-0 | 0-1 |     | 2-0 | 2-2 | 0-3 | 2-3 | 1-1 | 2-1 | 1-1 | 2-3 | 2-0 |
| Fénix             | 1-4 | 2-2 | 0-0 | 2-0 | 1-1 | 4-1 | 3-0 |     | 1-1 | 0-1 | 1-2 | 0-2 | 1-0 | 0-3 | 0-2 | 2-1 |
| Liverpool         | 2-0 | 0-2 | 4-3 | 2-0 | 3-0 | 1-0 | 3-0 | 0-0 |     | 0-2 | 2-2 | 2-0 | 3-1 | 1-1 | 7-1 | 1-1 |
| Nacional          | 5-0 | 5-1 | 3-1 | 2-0 | 3-1 | 2-1 | 0-1 | 1-1 | 2-1 |     | 3-0 | 3-2 | 3-0 | 1-4 | 1-0 | 2-1 |
| Peñarol           | 3-2 | 3-2 | 3-1 | 1-1 | 5-0 | 3-2 | 1-1 | 1-0 | 3-1 | 0-0 |     | 3-0 | 3-0 | 2-2 | 1-0 | 4-2 |
| Racing            | 3-2 | 1-0 | 1-1 | 3-3 | 1-2 | 1-2 | 3-3 | 0-2 | 2-0 | 0-3 | 2-1 |     | 2-1 | 0-2 | 4-1 | 0-4 |
| Rampla Juniors    | 4-1 | 0-0 | 1-0 | 2-2 | 1-3 | 2-0 | 0-3 | 2-1 | 1-3 | 1-0 | 1-2 | 0-0 |     | 2-1 | 1-0 | 2-1 |
| River Plate       | 1-0 | 3-3 | 3-0 | 0-1 | 1-4 | 3-0 | 1-2 | 0-1 | 1-4 | 1-0 | 2-3 | 4-1 | 1-1 |     | 3-1 | 2-1 |
| Tacuarembó        | 2-0 | 3-1 | 1-0 | 3-3 | 3-0 | 1-2 | 0-1 | 1-1 | 0-1 | 1-1 | 1-3 | 2-0 | 0-1 | 2-1 |     | 1-2 |
| Wanderers         | 0-0 | 1-1 | 1-2 | 3-1 | 7-1 | 1-3 | 2-2 | 2-0 | 0-0 | 4-0 | 0-2 | 1-2 | 0-1 | 2-2 | 2-1 |     |

### Goleadores
| Jugador         | Equipo         | Goles |
| --------------- | -------------- | ----- |
| Antonio Pacheco | Peñarol        | 23    |
| Diego Ifrán     | Danubio        | 16    |
| Fabricio Núñez  | Cerro Largo    | 16    |
| Nicolás Guevara | Rampla Juniors | 13    |
| Maureen Franco  | Cerrito        | 13    |
| Sergio Blanco   | Nacional       | 13    |

## Definición del campeonato
|  | Semifinal                   | Semifinal |  |  | Final                         | Final | Final |
|  |                             |           |  |  |                               |       |       |
|  |                             |           |  |  |                               |       |       |
|  | Nacional (Ganador Apertura) | 2         |  |  |                               |       |       |
|  | Peñarol (Ganador Clausura)  | 0         |  |  |                               |       |       |
|  |                             |           |  |  |                               |       |       |
|  |                             |           |  |  | Nacional (Ganador Semifinal)  | 0     | 1     |
|  |                             |           |  |  | Peñarol (Ganador Tabla Anual) | 1     | 1     |
|  |                             |           |  |  |                               |       |       |

### Semifinal
El triunfo de Nacional lo clasificó a las finales, en las que también se enfrentaría con Peñarol, ya que los carboneros terminaron el campeonato en la primera posición de la Tabla Anual.
| 1     | POR   | Sebastián Sosa         |     |
| 13    | DEF   | Matías Aguirregaray    |     |
| 3     | DEF   | Gerardo Alcoba         |     |
| 6     | DEF   | Guillermo Rodríguez    |     |
| 22    | DEF   | Darío Rodríguez        |     |
| 16    | MED   | Sergio Orteman         |     |
| 5     | MED   | Egidio Arévalo Ríos    |     |
| 17    | MED   | Jonathan Urretavizcaya |     |
| 25    | MED   | Gastón Ramírez         | 62' |
| 8     | DEL   | Antonio Pacheco        | 67' |
| 20    | DEL   | Alejandro Martinuccio  |     |
| D. T. | D. T. | Diego Aguirre          |     |

| 25    | POR   | Rodrigo Muñoz        |     |
| 15    | DEF   | Álvaro González      |     |
| 2     | DEF   | Alejandro Lembo      |     |
| 19    | DEF   | Sebastián Coates     |     |
| 4     | DEF   | Christian Núñez      |     |
| 13    | MED   | Raúl Ferro           | 76' |
| 21    | MED   | Oscar Javier Morales |     |
| 16    | MED   | Gustavo Varela       | 58' |
| 10    | MED   | Ángel Morales Santos | 61' |
| 20    | DEL   | Santiago García      |     |
| 14    | DEL   | Mario Regueiro       |     |
| D. T. | D. T. | Eduardo Acevedo      |     |

| 9  | DEL | Diego Alonso  | 62' |
| 10 | MED | Rubén Olivera | 67' |

| 17 | MED | Maximiliano Calzada | 58' |
| 22 | MED | Mauricio Pereyra    | 61' |
| 8  | MED | Matías Cabrera      | 76' |

| Anotado | 12' | Santiago García | 1-0 |
| Anotado | 59' | Santiago García | 2-0 |

| Amonestado | 17' | Sergio Orteman        |
| Amonestado | 23' | Gastón Ramírez        |
| Amonestado | 33' | Egidio Arévalo Ríos   |
| Amonestado | 85' | Alejandro Martinuccio |

| Amonestado | 6'  | Oscar Javier Morales |
| Amonestado | 16' | Mario Regueiro       |
| Amonestado | 21' | Gustavo Varela       |

| Árbitro             | Jorge Larrionda   |
| Árbitros asistentes | Pablo Fandiño     |
| Árbitros asistentes | Mauricio Espinosa |
| Cuarto árbitro      | Darío Ubríaco     |

| 1     | POR   | Sebastián Sosa         |     |
| 13    | DEF   | Matías Aguirregaray    |     |
| 3     | DEF   | Gerardo Alcoba         |     |
| 6     | DEF   | Guillermo Rodríguez    |     |
| 22    | DEF   | Darío Rodríguez        |     |
| 16    | MED   | Sergio Orteman         |     |
| 5     | MED   | Egidio Arévalo Ríos    |     |
| 17    | MED   | Jonathan Urretavizcaya |     |
| 25    | MED   | Gastón Ramírez         | 62' |
| 8     | DEL   | Antonio Pacheco        | 67' |
| 20    | DEL   | Alejandro Martinuccio  |     |
| D. T. | D. T. | Diego Aguirre          |     |

| 25    | POR   | Rodrigo Muñoz        |     |
| 15    | DEF   | Álvaro González      |     |
| 2     | DEF   | Alejandro Lembo      |     |
| 19    | DEF   | Sebastián Coates     |     |
| 4     | DEF   | Christian Núñez      |     |
| 13    | MED   | Raúl Ferro           | 76' |
| 21    | MED   | Oscar Javier Morales |     |
| 16    | MED   | Gustavo Varela       | 58' |
| 10    | MED   | Ángel Morales Santos | 61' |
| 20    | DEL   | Santiago García      |     |
| 14    | DEL   | Mario Regueiro       |     |
| D. T. | D. T. | Eduardo Acevedo      |     |

| 9  | DEL | Diego Alonso  | 62' |
| 10 | MED | Rubén Olivera | 67' |

| 17 | MED | Maximiliano Calzada | 58' |
| 22 | MED | Mauricio Pereyra    | 61' |
| 8  | MED | Matías Cabrera      | 76' |

| Anotado | 12' | Santiago García | 1-0 |
| Anotado | 59' | Santiago García | 2-0 |

| Amonestado | 17' | Sergio Orteman        |
| Amonestado | 23' | Gastón Ramírez        |
| Amonestado | 33' | Egidio Arévalo Ríos   |
| Amonestado | 85' | Alejandro Martinuccio |

| Amonestado | 6'  | Oscar Javier Morales |
| Amonestado | 16' | Mario Regueiro       |
| Amonestado | 21' | Gustavo Varela       |

| Árbitro             | Jorge Larrionda   |
| Árbitros asistentes | Pablo Fandiño     |
| Árbitros asistentes | Mauricio Espinosa |
| Cuarto árbitro      | Darío Ubríaco     |

### Finales
Peñarol se consagró campeón de la Primera División de Uruguay al vencer a Nacional por un marcador global de 2 tantos contra 1.

#### Ida
| 25    | POR   | Rodrigo Muñoz        |     |
| 15    | DEF   | Álvaro González      | 73' |
| 2     | DEF   | Alejandro Lembo      |     |
| 19    | DEF   | Sebastián Coates     |     |
| 4     | DEF   | Christian Núñez      |     |
| 13    | MED   | Raúl Ferro           | 46' |
| 21    | MED   | Oscar Javier Morales |     |
| 16    | MED   | Gustavo Varela       |     |
| 10    | MED   | Ángel Morales Santos | 75' |
| 20    | DEL   | Santiago García      |     |
| 14    | DEL   | Mario Regueiro       |     |
| D. T. | D. T. | Eduardo Acevedo      |     |

| 1     | POR   | Sebastián Sosa         |     |
| 13    | DEF   | Matías Aguirregaray    |     |
| 4     | DEF   | Alejandro González     |     |
| 6     | DEF   | Guillermo Rodríguez    |     |
| 22    | DEF   | Darío Rodríguez        |     |
| 16    | MED   | Sergio Orteman         |     |
| 5     | MED   | Egidio Arévalo Ríos    |     |
| 17    | MED   | Jonathan Urretavizcaya |     |
| 25    | MED   | Gastón Ramírez         | 75' |
| 8     | DEL   | Antonio Pacheco        | 67' |
| 20    | DEL   | Alejandro Martinuccio  | 83' |
| D. T. | D. T. | Diego Aguirre          |     |

| 17 | MED | Maximiliano Calzada | 46' |
| 8  | MED | Matías Cabrera      | 73' |
| 24 | DEL | Diego Vera          | 75' |

| 11 | DEL | Silvio Bosco Frontán | 67' |
| 9  | DEL | Diego Alonso         | 75' |
| 10 | MED | Rubén Olivera        | 83' |

| Anotado | 22' | Antonio Pacheco | 0-1 |

| Amonestado | 17' | Sebastián Coates |
| Amonestado | 45' | Alejandro Lembo  |
| Amonestado | 61' | Gustavo Varela   |
| Amonestado | 62' | Santiago García  |
| Amonestado | 90' | Mario Regueiro   |

| Amonestado | 43' | Alejandro González |
| Amonestado | 62' | Dario Rodríguez    |

| Expulsado | 63' | Maximiliano Calzada |
| Expulsado | 77' | Matías Cabrera      |

| Expulsado | 72'   | Jonathan Urretavizcaya |
| Expulsado | 90+4' | Rubén Olivera          |

| Árbitro             | Héctor Martínez   |
| Árbitros asistentes | Marcelo Costa     |
| Árbitros asistentes | William Casavieja |
| Cuarto árbitro      | Heber Rodríguez   |

| 25    | POR   | Rodrigo Muñoz        |     |
| 15    | DEF   | Álvaro González      | 73' |
| 2     | DEF   | Alejandro Lembo      |     |
| 19    | DEF   | Sebastián Coates     |     |
| 4     | DEF   | Christian Núñez      |     |
| 13    | MED   | Raúl Ferro           | 46' |
| 21    | MED   | Oscar Javier Morales |     |
| 16    | MED   | Gustavo Varela       |     |
| 10    | MED   | Ángel Morales Santos | 75' |
| 20    | DEL   | Santiago García      |     |
| 14    | DEL   | Mario Regueiro       |     |
| D. T. | D. T. | Eduardo Acevedo      |     |

| 1     | POR   | Sebastián Sosa         |     |
| 13    | DEF   | Matías Aguirregaray    |     |
| 4     | DEF   | Alejandro González     |     |
| 6     | DEF   | Guillermo Rodríguez    |     |
| 22    | DEF   | Darío Rodríguez        |     |
| 16    | MED   | Sergio Orteman         |     |
| 5     | MED   | Egidio Arévalo Ríos    |     |
| 17    | MED   | Jonathan Urretavizcaya |     |
| 25    | MED   | Gastón Ramírez         | 75' |
| 8     | DEL   | Antonio Pacheco        | 67' |
| 20    | DEL   | Alejandro Martinuccio  | 83' |
| D. T. | D. T. | Diego Aguirre          |     |

| 17 | MED | Maximiliano Calzada | 46' |
| 8  | MED | Matías Cabrera      | 73' |
| 24 | DEL | Diego Vera          | 75' |

| 11 | DEL | Silvio Bosco Frontán | 67' |
| 9  | DEL | Diego Alonso         | 75' |
| 10 | MED | Rubén Olivera        | 83' |

| Anotado | 22' | Antonio Pacheco | 0-1 |

| Amonestado | 17' | Sebastián Coates |
| Amonestado | 45' | Alejandro Lembo  |
| Amonestado | 61' | Gustavo Varela   |
| Amonestado | 62' | Santiago García  |
| Amonestado | 90' | Mario Regueiro   |

| Amonestado | 43' | Alejandro González |
| Amonestado | 62' | Dario Rodríguez    |

| Expulsado | 63' | Maximiliano Calzada |
| Expulsado | 77' | Matías Cabrera      |

| Expulsado | 72'   | Jonathan Urretavizcaya |
| Expulsado | 90+4' | Rubén Olivera          |

| Árbitro             | Héctor Martínez   |
| Árbitros asistentes | Marcelo Costa     |
| Árbitros asistentes | William Casavieja |
| Cuarto árbitro      | Heber Rodríguez   |

#### Vuelta
| 1     | POR   | Sebastián Sosa        |       |
| 24    | DEF   | Emiliano Albín        |       |
| 4     | DEF   | Alejandro González    |       |
| 6     | DEF   | Guillermo Rodríguez   |       |
| 22    | DEF   | Darío Rodríguez       |       |
| 16    | MED   | Sergio Orteman        |       |
| 5     | MED   | Egidio Arévalo Ríos   |       |
| 13    | MED   | Matías Aguirregaray   | 90+4' |
| 25    | MED   | Gastón Ramírez        |       |
| 8     | DEL   | Antonio Pacheco       | 74'   |
| 20    | DEL   | Alejandro Martinuccio | 88'   |
| D. T. | D. T. | Diego Aguirre         |       |

| 25    | POR   | Rodrigo Muñoz        |     |
| 16    | DEF   | Gustavo Varela       |     |
| 2     | DEF   | Alejandro Lembo      |     |
| 19    | DEF   | Sebastián Coates     |     |
| 4     | DEF   | Christian Núñez      |     |
| 13    | MED   | Raúl Ferro           | 80' |
| 21    | MED   | Oscar Javier Morales |     |
| 15    | MED   | Álvaro González      | 72' |
| 14    | MED   | Mario Regueiro       |     |
| 10    | MED   | Ángel Morales Santos | 76' |
| 20    | DEL   | Santiago García      |     |
| D. T. | D. T. | Eduardo Acevedo      |     |

| 18 | MED | Marcelo Sosa | 74'   |
| 9  | DEL | Diego Alonso | 88'   |
| 15 | MED | Marcel Román | 90+4' |

| 22 | MED | Mauricio Pereyra | 72' |
| 11 | DEL | Sergio Blanco    | 76' |
| 9  | DEL | Sebastián Balsas | 80' |

| Anotado | 68' | Matías Aguirregaray | 1-0 |

| Anotado | 35' | Alejandro Lembo | 1-1 |

| Amonestado | 33'   | Guillermo Rodríguez |
| Amonestado | 37'   | Emiliano Albín      |
| Amonestado | 44'   | Matías Aguirregaray |
| Amonestado | 90+1' | Sebastián Sosa      |

| Amonestado | 12'   | Gustavo Varela   |
| Amonestado | 70'   | Alejandro Lembo  |
| Amonestado | 72'   | Mauricio Pereyra |
| Amonestado | 90+3' | Mario Regueiro   |

| Otorgado · Otorgado otra vez · Expulsado | 22' 80' | Gastón Ramírez |

| Expulsado | 88' | Sergio Blanco |

| Árbitro             | Darío Ubríaco   |
| Árbitros asistentes | Miguel Nievas   |
| Árbitros asistentes | Carlos Changala |
| Cuarto árbitro      | Fernando Falce  |

| 1     | POR   | Sebastián Sosa        |       |
| 24    | DEF   | Emiliano Albín        |       |
| 4     | DEF   | Alejandro González    |       |
| 6     | DEF   | Guillermo Rodríguez   |       |
| 22    | DEF   | Darío Rodríguez       |       |
| 16    | MED   | Sergio Orteman        |       |
| 5     | MED   | Egidio Arévalo Ríos   |       |
| 13    | MED   | Matías Aguirregaray   | 90+4' |
| 25    | MED   | Gastón Ramírez        |       |
| 8     | DEL   | Antonio Pacheco       | 74'   |
| 20    | DEL   | Alejandro Martinuccio | 88'   |
| D. T. | D. T. | Diego Aguirre         |       |

| 25    | POR   | Rodrigo Muñoz        |     |
| 16    | DEF   | Gustavo Varela       |     |
| 2     | DEF   | Alejandro Lembo      |     |
| 19    | DEF   | Sebastián Coates     |     |
| 4     | DEF   | Christian Núñez      |     |
| 13    | MED   | Raúl Ferro           | 80' |
| 21    | MED   | Oscar Javier Morales |     |
| 15    | MED   | Álvaro González      | 72' |
| 14    | MED   | Mario Regueiro       |     |
| 10    | MED   | Ángel Morales Santos | 76' |
| 20    | DEL   | Santiago García      |     |
| D. T. | D. T. | Eduardo Acevedo      |     |

| 18 | MED | Marcelo Sosa | 74'   |
| 9  | DEL | Diego Alonso | 88'   |
| 15 | MED | Marcel Román | 90+4' |

| 22 | MED | Mauricio Pereyra | 72' |
| 11 | DEL | Sergio Blanco    | 76' |
| 9  | DEL | Sebastián Balsas | 80' |

| Anotado | 68' | Matías Aguirregaray | 1-0 |

| Anotado | 35' | Alejandro Lembo | 1-1 |

| Amonestado | 33'   | Guillermo Rodríguez |
| Amonestado | 37'   | Emiliano Albín      |
| Amonestado | 44'   | Matías Aguirregaray |
| Amonestado | 90+1' | Sebastián Sosa      |

| Amonestado | 12'   | Gustavo Varela   |
| Amonestado | 70'   | Alejandro Lembo  |
| Amonestado | 72'   | Mauricio Pereyra |
| Amonestado | 90+3' | Mario Regueiro   |

| Otorgado · Otorgado otra vez · Expulsado | 22' 80' | Gastón Ramírez |

| Expulsado | 88' | Sergio Blanco |

| Árbitro             | Darío Ubríaco   |
| Árbitros asistentes | Miguel Nievas   |
| Árbitros asistentes | Carlos Changala |
| Cuarto árbitro      | Fernando Falce  |

|                                                      |
| Uruguay                                              |
| Campeón Uruguayo 2009-10 Peñarol 46.to título de AUF |

## Clasificación a torneos continentales
La siguiente tabla muestra los primeros puestos de la Tabla Anual. Esta tabla determina -en este año 2010- la clasificación a la Copa Libertadores 2011 y a la Copa Sudamericana 2010.
| Puesto | Equipo            | Pts | PJ | PG | PE | PP | GF | GC | Dif |
| ------ | ----------------- | --- | -- | -- | -- | -- | -- | -- | --- |
| 1°     | Peñarol           | 69  | 30 | 21 | 6  | 3  | 68 | 34 | +34 |
| 2°     | Nacional          | 63  | 30 | 21 | 3  | 6  | 63 | 26 | +37 |
| 3°     | Liverpool         | 51  | 30 | 14 | 9  | 7  | 53 | 35 | +18 |
| 4°     | River Plate       | 46  | 30 | 12 | 10 | 8  | 55 | 42 | +13 |
| 5°     | Defensor Sporting | 46  | 30 | 13 | 7  | 10 | 49 | 44 | +5  |
| 6°     | Rampla Juniors    | 46  | 30 | 13 | 7  | 10 | 36 | 37 | -1  |

|  | Clasificado a la fase de grupos de la Copa Libertadores 2011 y a la Copa Sudamericana 2010 |

|  | Clasificado a la fase de grupos de la Copa Libertadores 2011 |

|  | Clasificado a la primera fase de la Copa Libertadores 2011 |

|  | Clasificado a la Copa Sudamericana 2010 |

## Descenso
La tabla del descenso se compone de la suma de los puntos de la tabla anual de esta temporada y los de la tabla anual de la temporada anterior. En el caso de los clubes que ascendieron esta temporada se multiplican los puntos obtenidos por 1,9665.
Nota: Los equipos ascendidos no duplican su puntaje debido a que en la temporada anterior los equipos participantes disputaron sólo 29 de los 30 partidos previstos originalmente (esto ocurrió como consecuencia de la temprana descategorización de Villa Española).
| Puesto | Equipo               | 08-09 | 09-10 | PTS | PJ | Total |
| ------ | -------------------- | ----- | ----- | --- | -- | ----- |
| 1º     | Nacional             | 55    | 63    | 118 | 59 | 118   |
| 2º     | Peñarol              | 48    | 69    | 117 | 59 | 117   |
| 3º     | Defensor Sporting    | 64    | 46    | 110 | 59 | 110   |
| 4º     | Liverpool            | 52    | 51    | 103 | 59 | 103   |
| 5º     | River Plate          | 50    | 46    | 96  | 59 | 96    |
| 6º     | Cerro                | 52    | 40    | 92  | 59 | 92    |
| 7º     | Racing               | 50    | 39    | 89  | 59 | 89    |
| 8º     | Danubio              | 47    | 39    | 86  | 59 | 86    |
| 9º     | Montevideo Wanderers | 35    | 41    | 76  | 59 | 76    |
| 10º    | Fénix                | —     | 35    | 35  | 30 | 68,83 |
| 11º    | Central Español      | 32    | 34    | 66  | 59 | 66    |
| 12º    | Rampla Juniors       | 19    | 46    | 65  | 59 | 65    |
| 13º    | Tacuarembó           | 29    | 34    | 63  | 59 | 63    |
| 14º    | Cerrito              | —     | 32    | 32  | 30 | 62,93 |
| 15º    | Cerro Largo          | 28    | 28    | 56  | 59 | 65'   |
| 16º    | Atenas               | —     | 21    | 21  | 30 | 41,29 |

|  | Descendido a la Segunda División Profesional. |